# Via Mannelli
Via Mannelli è una strada di Firenze, che va dal cavalcavia dell'Affrico a piazza Vasari.

## Storia e descrizione
Lo sviluppo urbano di questa zona di Firenze, immediatamente fuori dal centro, risale al periodo di Firenze Capitale (1865-1871) e dei piani di sviluppo di Giuseppe Poggi, che demolì le mura e creò gli ampi viali alla parigina. Sorsero palazzine, ville e villini per l'alta borghesia dell'epoca, spesso in stile eclettico o Liberty, e, all'allontanarsi dal centro, abitazioni destinate ai ceti medio e popolare. Via Mannelli è dedicata alla famiglia Mannelli nota per essere proprietaria della torre presso il Ponte Vecchio attorno alla quale gira il corridoio vasariano per la loro opposizione a farsi attraversare. La ragione della dedica di questa strada è legata alla presenza, poco distante, della villa del Malcantone, che essi ereditarono dai Galilei.
La strada, che originariamente arrivava fino al viale Regina Vittoria (oggi viale Don Minzoni) finché un tratto di essa non fu ridedicato a Luca Giordano, venne rimpicciolita in ampiezza nel 1896 per la creazione della nuova Ferrovia Firenze-Roma e della stazione di Firenze Campo di Marte, ricostruita dopo un incendio nel 1908 e più volte riammodernata. Oggi un muro continuo nasconde la ferrovia, che è attraversata tra via Mannelli e via del Campo d'Arrigo, da due cavalcavia pedonali, uno dei quali piuttosto recente; il passaggio veicolare deve invece usare via Antonio Pacinotti e il cavalcavia dell'Affrico. 
All'angolo con via Paolo Sarpi si trova un gruppo di case popolari realizzate nel 1896; a quello col viale Giuseppe Mazzini aveva sede, dal 1897, l'Asilo degli Orfani dei marinai, istituito su iniziativa di un comitato presieduto dal duca Leone Strozzi e animato dallo scrittore Jack Bolina e dal capitano di marina Carlo Bargellini; quando fu soppresso, negli anni cinquanta, prese il suo posto l'istituto professionale Aurelio Saffi e poi la scuola media Masaccio.
Al 63 si trovano due lapidi che ricordano i bombardamenti della seconda guerra mondiale:
| LA MEMORIA DELLE 215 VITTIME DEI BOMBARDAMENTI DEL 25 SETTEMBRE 1943 RESTI MONITO ALLE FUTURE GENERAZIONI DELL'ORRORE DELLA GUERRA VERA NEMICA DELL'UMANITÀ 25 SETTEMBRE 1983 |

| A 70 ANNI DAI BOMBARDAMENTI DEL 25 SETTEMBRE 1943 FIRENZE RICORDA TUTTE LE SUE VITTIME MEMORIA CHE IMPEGNA A FARE DELLA PACE MEZZO ED ESITO DI OGNI PROPOSTO UMANO 20 SETTEMBRE 2013 |

Nella vicina via Landucci inoltre, al 10, un'altra lapide ricorda il cantante Odoardo Spadaro:
| IN QUESTA CASA ABITÒ ODOARDO SPADARO MUSICISTA, CANTANTE, ATTORE FIORENTINO NEL 40° DELLA SUA SCOMPARSA IL COMUNE RICORDA L'AUTORE DI "LA PORTI UN BACIONE A FIRENZE" 26 GIUGNO 2005 |

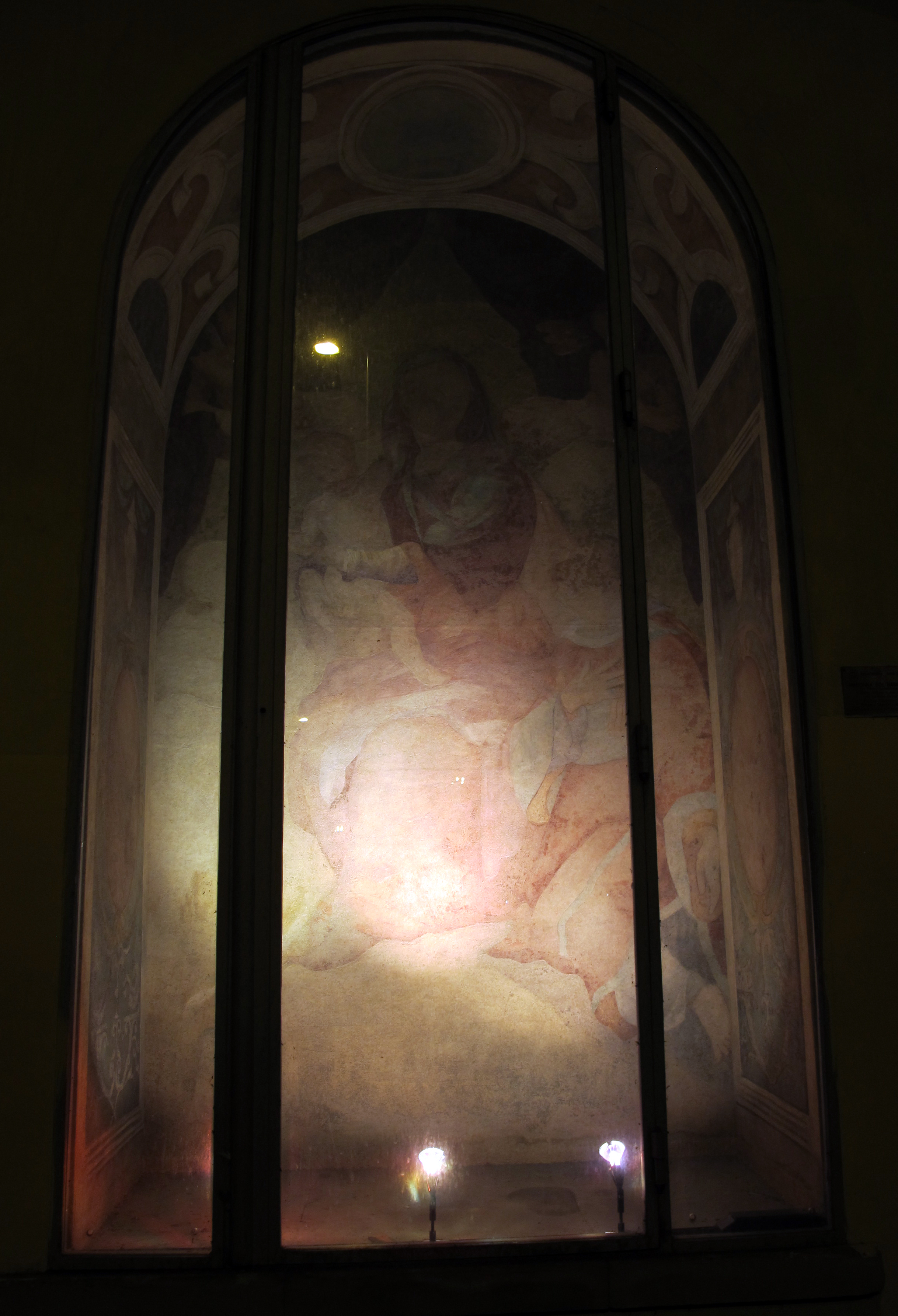
Tabernacolo di via dei Mannelli

L'ultimo tratto di via Mannelli è caratterizzato da edifici moderni. In fondo, a un bivio, sorge l'unico residuo del passato, un'edicola cinquecentesca arricchita da un affresco manierista databile al tardo Cinquecento che rappresenta la Madonna col Bambino, San Benedetto e un altro Santo, probabilmente attribuibile a Francesco Brina. Ricorda in questa zona la presenza del monastero di San Benedetto al Mugnone, distrutto durante l'assedio di Firenze.